# 로기완
"로기완"(영어: My Name is Loh Kiwan)은 2024년 공개된 대한민국의 로맨틱 드라마 영화이다. 김희진이 감독과 각본을 맡았다.

## 출연
- 송중기 : 로기완 역
- 최성은 : 마리 역
- 와엘 세르숩 : 씨릴 역
- 조한철 : 윤성 역
- 김성령 : 옥희 역
- 이일화 : 정주 역
- 이상희 : 선주 역
- 서현우 : 은철 역
- 강길우 : 한인 변호사 역
- 정용식 : [사진 출연자] 로기완 역
- 남지우 : 정육공장 반장 역
- 맷 실버맨 : 게르트 역

## 여담
- 2023년 2월 7일, 캐스팅 라인업 기사가 보도되었다.

## 수상 목록
- 2024년 제45회 청룡영화상 여우조연상 (이상희)